# داگلاس مک‌لین
داگلاس مک‌لین (انگلیسی: Douglas MacLean؛ ‏ ۱۰ ژانویهٔ ۱۸۹۰ – ۹ ژوئیهٔ ۱۹۶۷) بازیگر، فیلم‌نامه‌نویس و تهیه‌کننده فیلم اهل ایالات متحده آمریکا بود.
از فیلم‌هایی که وی در آن نقش داشته‌است، می‌توان به مرغان و مشکل دشوار اشاره کرد.